# Gouverneur général de Maurice
Le gouverneur général de Maurice (en anglais : Governor-General of Mauritius) était le représentant du monarque britannique à Maurice, royaume du Commonwealth jusqu'en 1992, date de l'abolition de la monarchie mauricienne et de la proclamation de la république dans ce pays et son remplacement par le poste de président.

## Liste des gouverneurs
- Sir John Shaw Rennie (12 mars – 27 août 1968)
- Sir Michel Rivalland (intérim, 27 août – 3 septembre 1968)
- Sir Leonard Williams (3 septembre 1968 – 27 décembre 1972)
- Sir Raman Osman (27 décembre 1972 – 31 octobre 1977)
- Sir Henry Garrioch (intérim, 31 octobre 1977 – 26 avril 1979)
- Sir Dayendranath Burrenchobay (26 avril 1979 – 28 décembre 1983)
- Sir Seewoosagur Ramgoolam (28 décembre 1983 – 15 décembre 1985)
- Sir Cassam Moollan (intérim, 15 décembre 1985 – 17 janvier 1986)
- Sir Veerasamy Ringadoo (17 janvier 1986 – 12 mars 1992)